# Julian Fletcher
Julian Fletcher, född 8 oktober 1990, är en bermudisk simmare.
Fletcher tävlade för Bermuda vid olympiska sommarspelen 2016 i Rio de Janeiro, där han blev utslagen i försöksheatet på 100 meter bröstsim.